# 8号头骨
8号头骨（? - 790年间在位）是玛雅城邦Ixkun已知的两名统治者之一。他的后继者是兔神K。
2号石碑记载了两场战役，一场是于779年12月21日与Sacul的战役，另一场是780年5月10日与Ucanal的战役。据其所载，8号头骨是兔神K的前任统治者，但碑上文本并不完整。
另外，12号石碑是为8号头骨所专门制作的。